# 大智路站
大智路站位于中华人民共和国湖北省武汉市江岸区，是武汉地铁1号线和6号线的地铁换乘站。

## 车站结构
车站位于京汉大道与大智路-球场街的交叉口，1号线车站沿京汉大道布置，6号线车站沿球场街布置。两线大致呈“L”形交汇，换乘方式为通道换乘，与循礼门站类似。

### 楼层分布
| 地上 三层 | 側式月台，右邊車門將會開啟        | 側式月台，右邊車門將會開啟                          | 側式月台，右邊車門將會開啟 |
| 地上 三层 | █ 1号线列車往径河（循禮門站）     |                                                     |                            |
| 地上 三层 | █ 1号线列車往漢口北（三陽路站）   |                                                     |                            |
| 地上 三层 | 側式月台，右邊車門將會開啟        |                                                     |                            |
| 地上 二層 | 1号线 站廳層                      | 售票機、客服中心、武漢通充值、6號線換乘通道         |                            |
| 地面      |                                   | 出入口                                              |                            |
| 地下 一层 | 6号线 站廳層                      | 售票机、客服中心、武漢通充值、洗手間、1號線換乘通道 |                            |
| 地下 二层 |                                   | █ 6号线列車往新城十一路（苗栗路站）                 |                            |
| 地下 二层 | 岛式月台，左边车门将会开启        |                                                     |                            |
| 地下 二层 | █ 6号线列車往東風公司（江汉路站） |                                                     |                            |

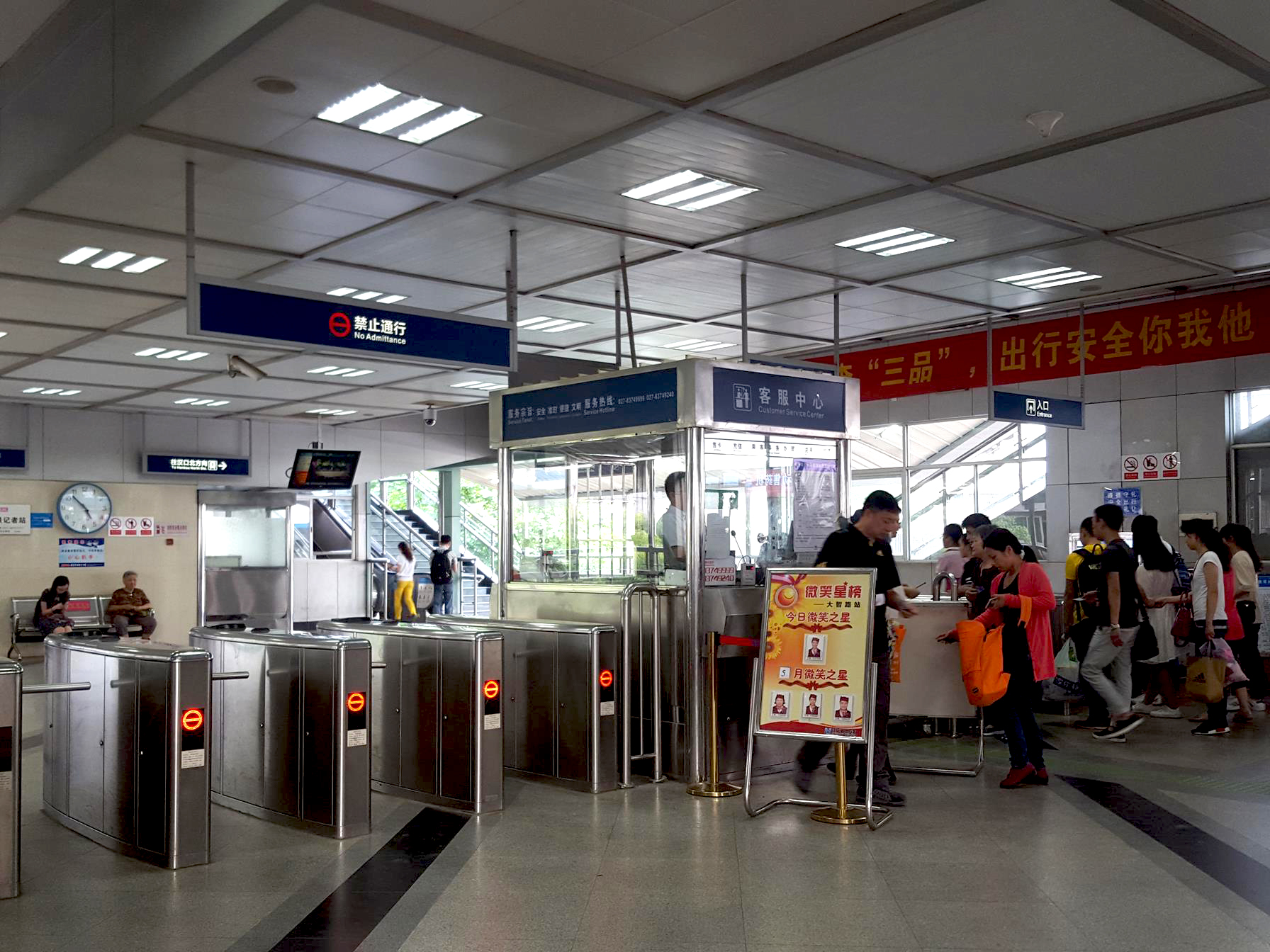
原來1號線的站廳，現改建成換乘大廳
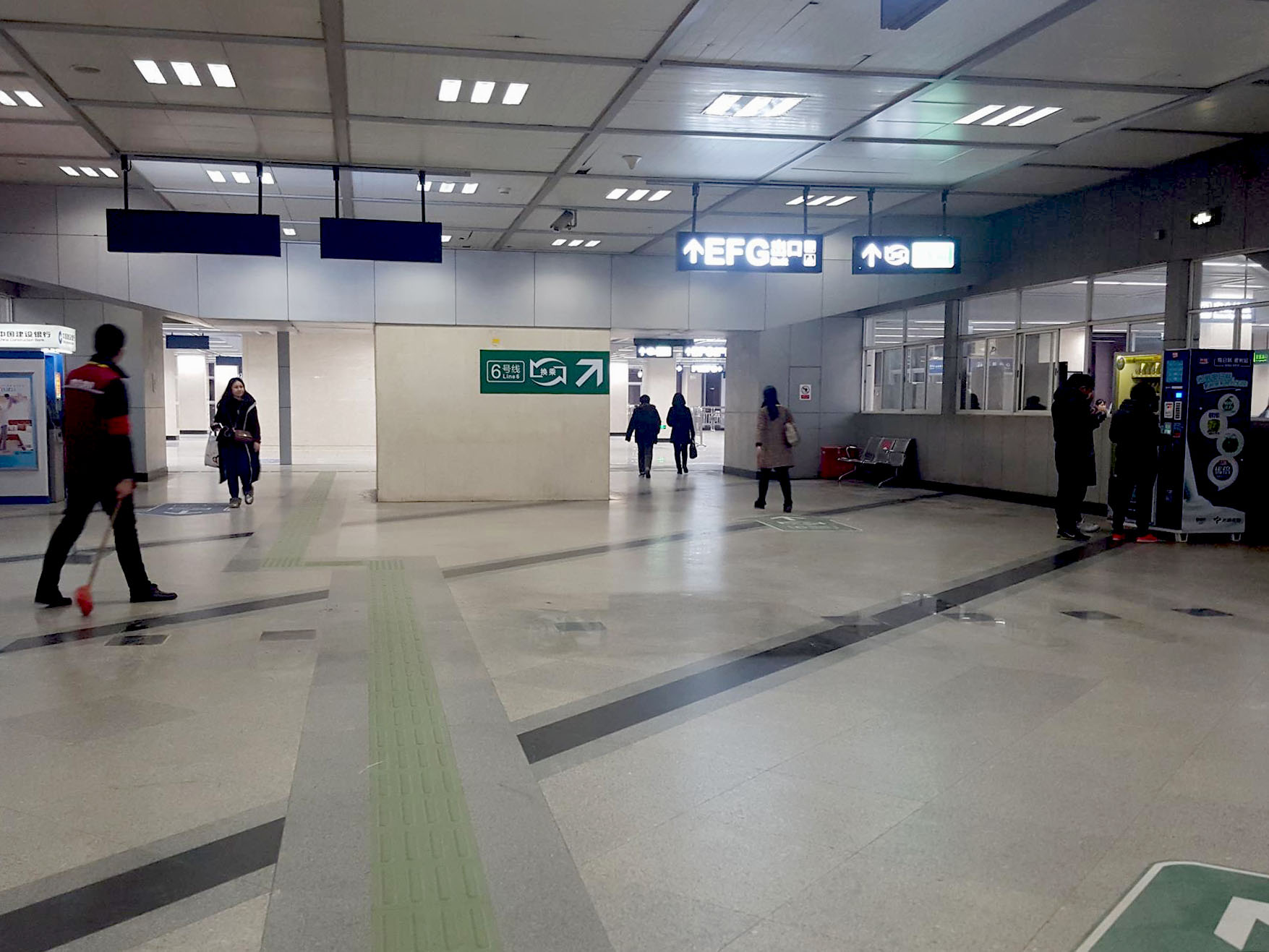
原來1號線的站廳，現改建成換乘大廳
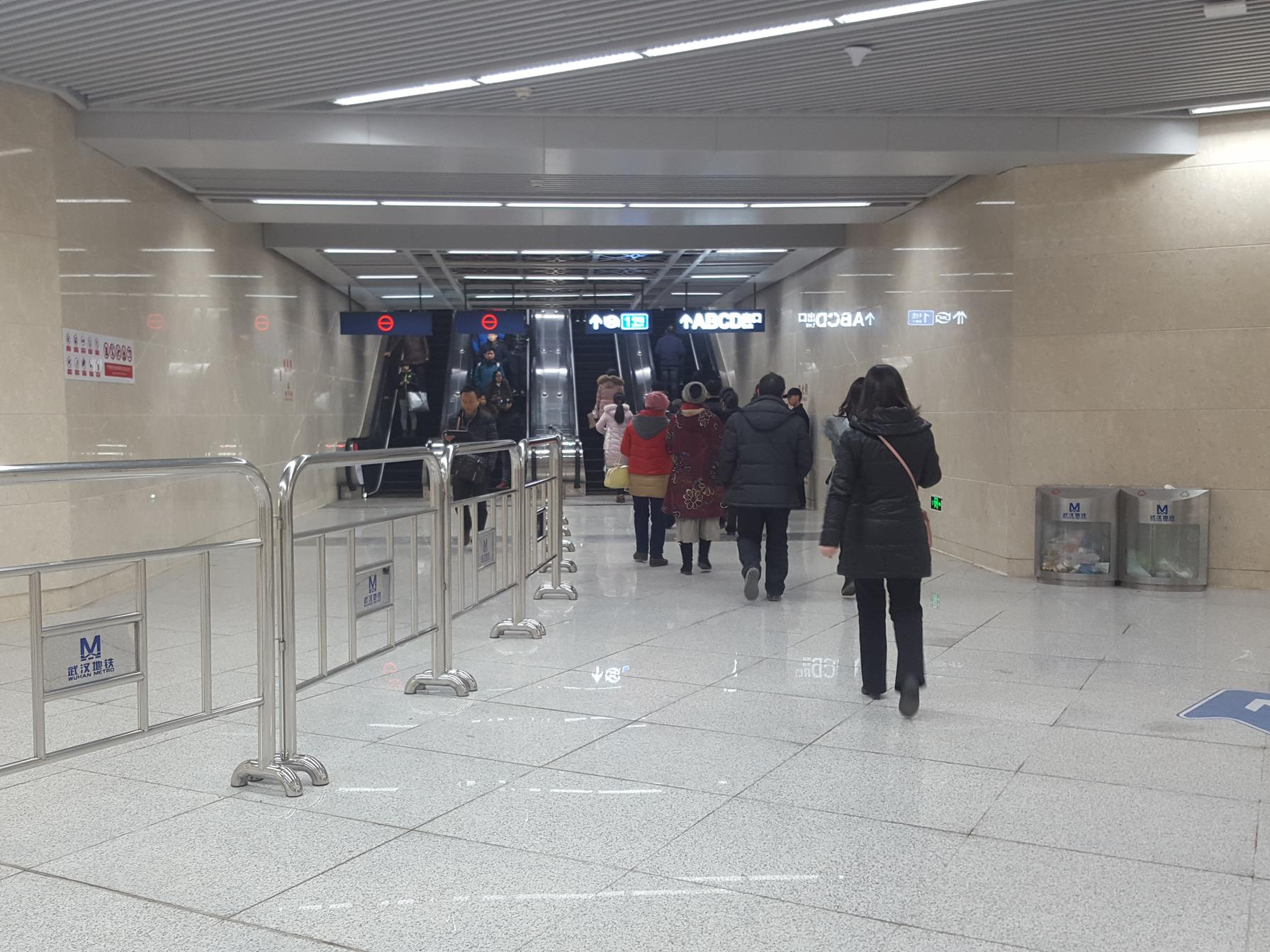
換乘電梯

### 车站特色
6号线大智路站艺术设计主题为“发展律动”，灵感来自武汉最早的火车站“大智门火车站”，它见证了昔日的蒸汽机车逐步发展今日的高速动车组列车，是历史的见证者和亲历者。
站内大厅有一列来自齐齐哈尔的上游型蒸汽机车，长15米、高4.7米、宽3.7米，由铁道部唐山机车车辆工厂1994年所生产。

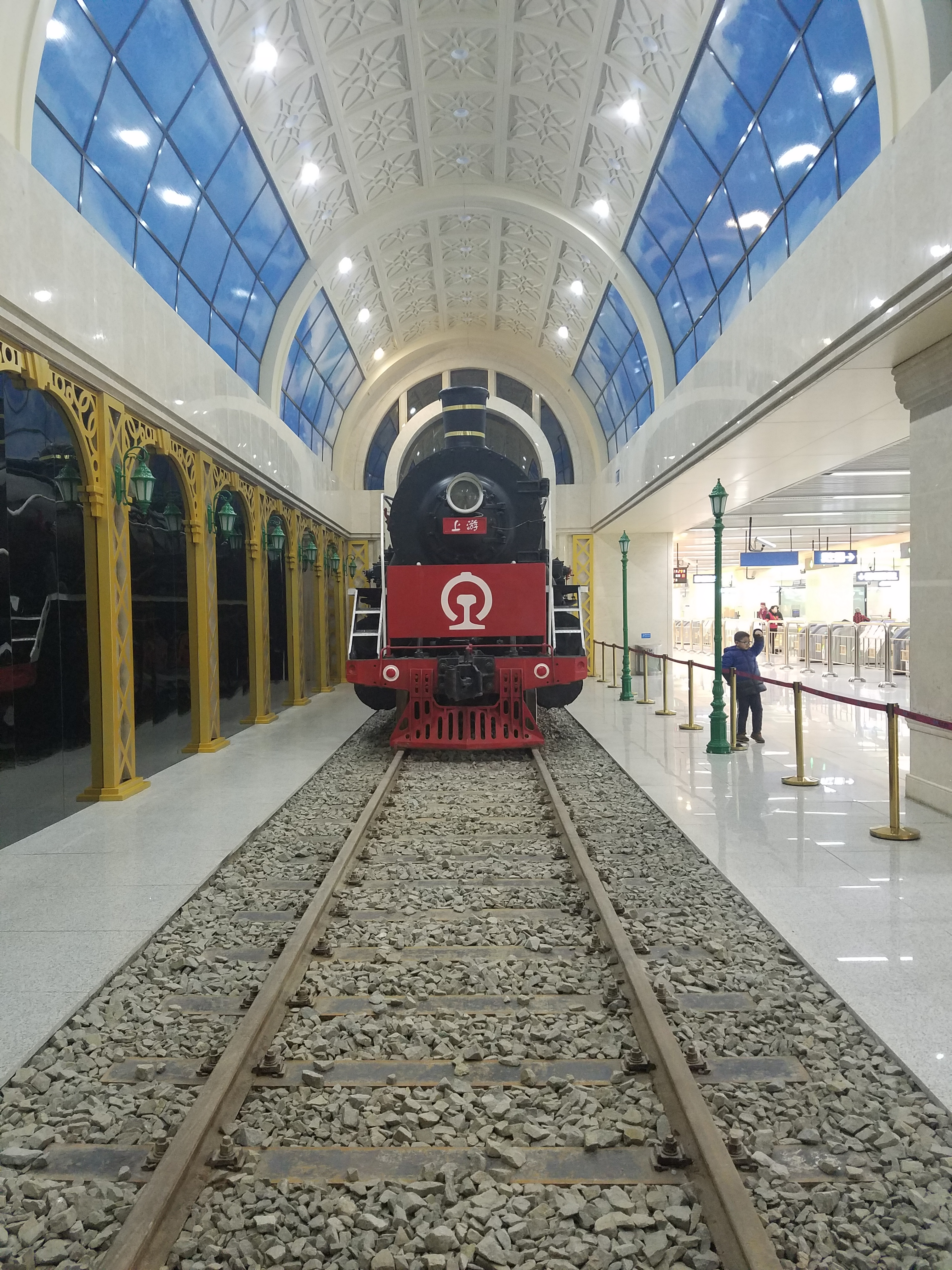
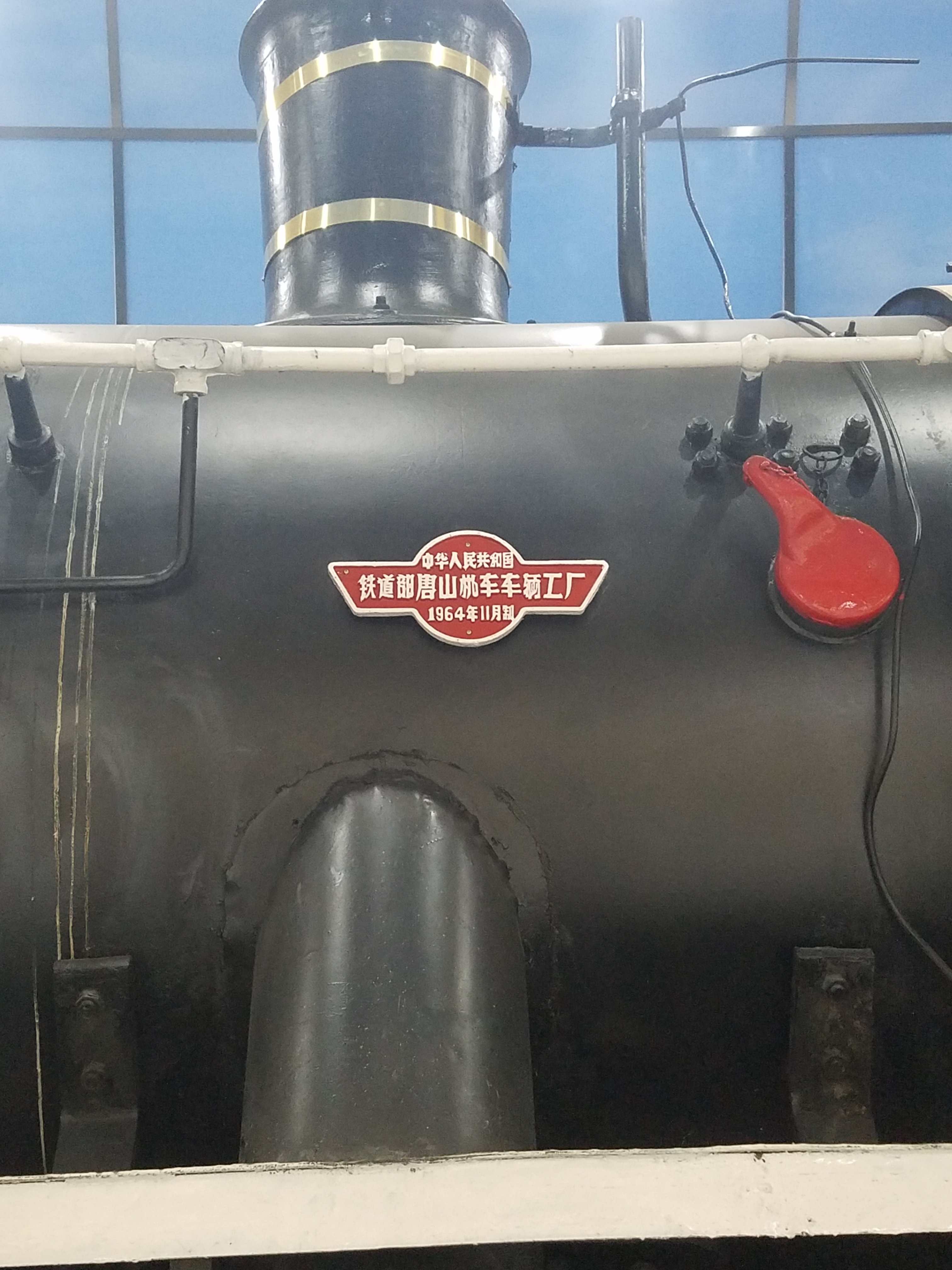
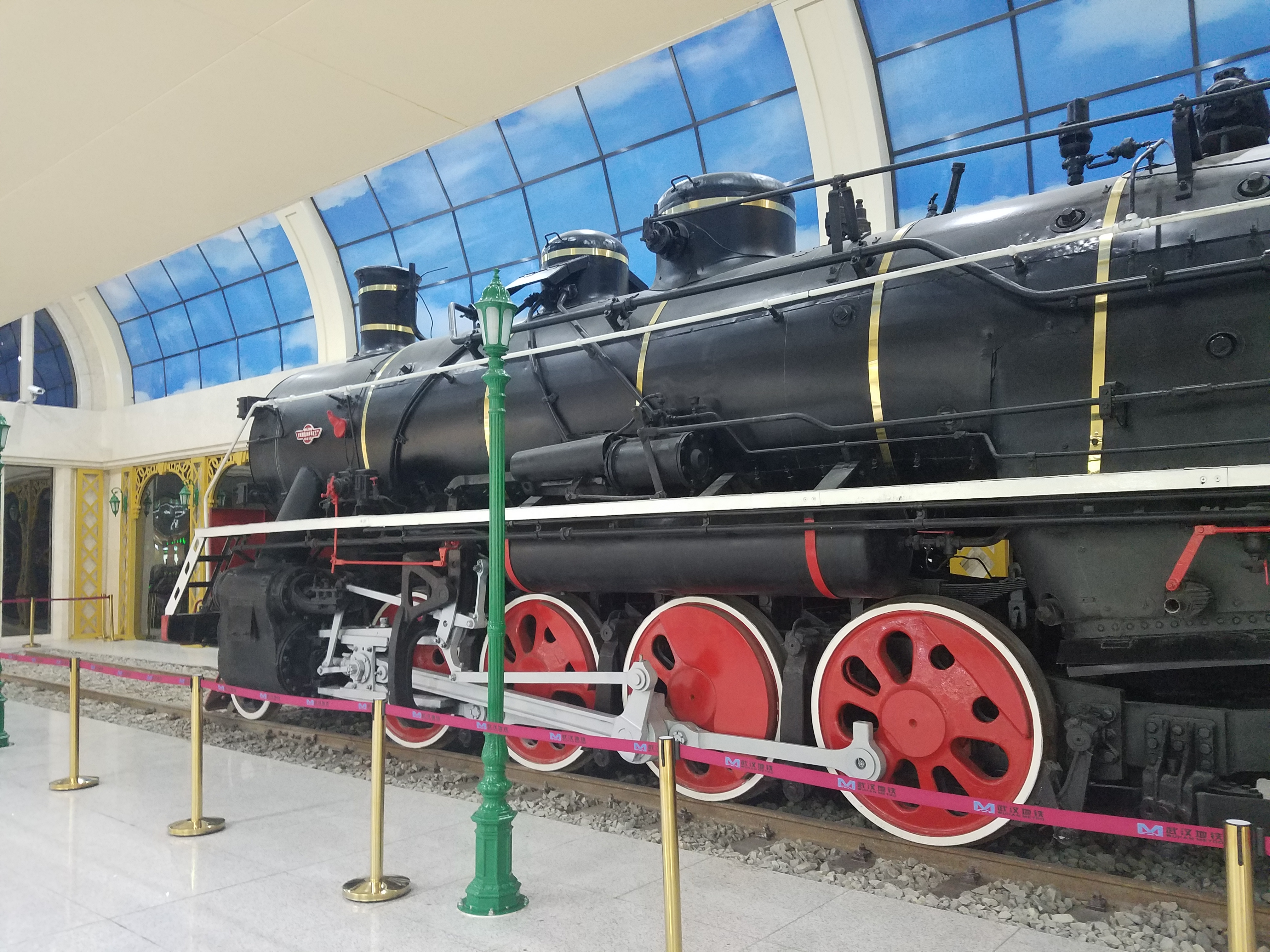
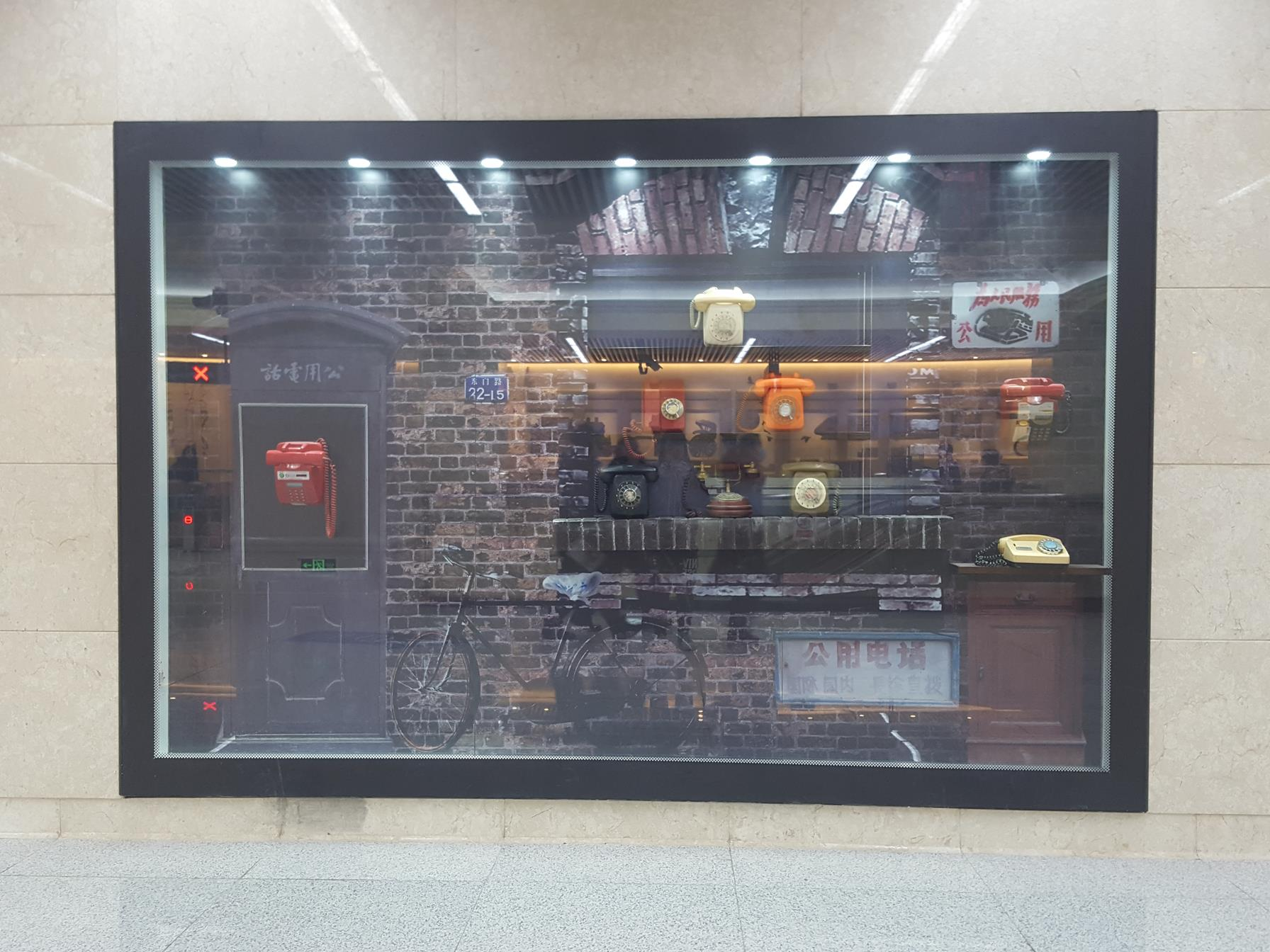
藝術櫥窗

### 車站出口

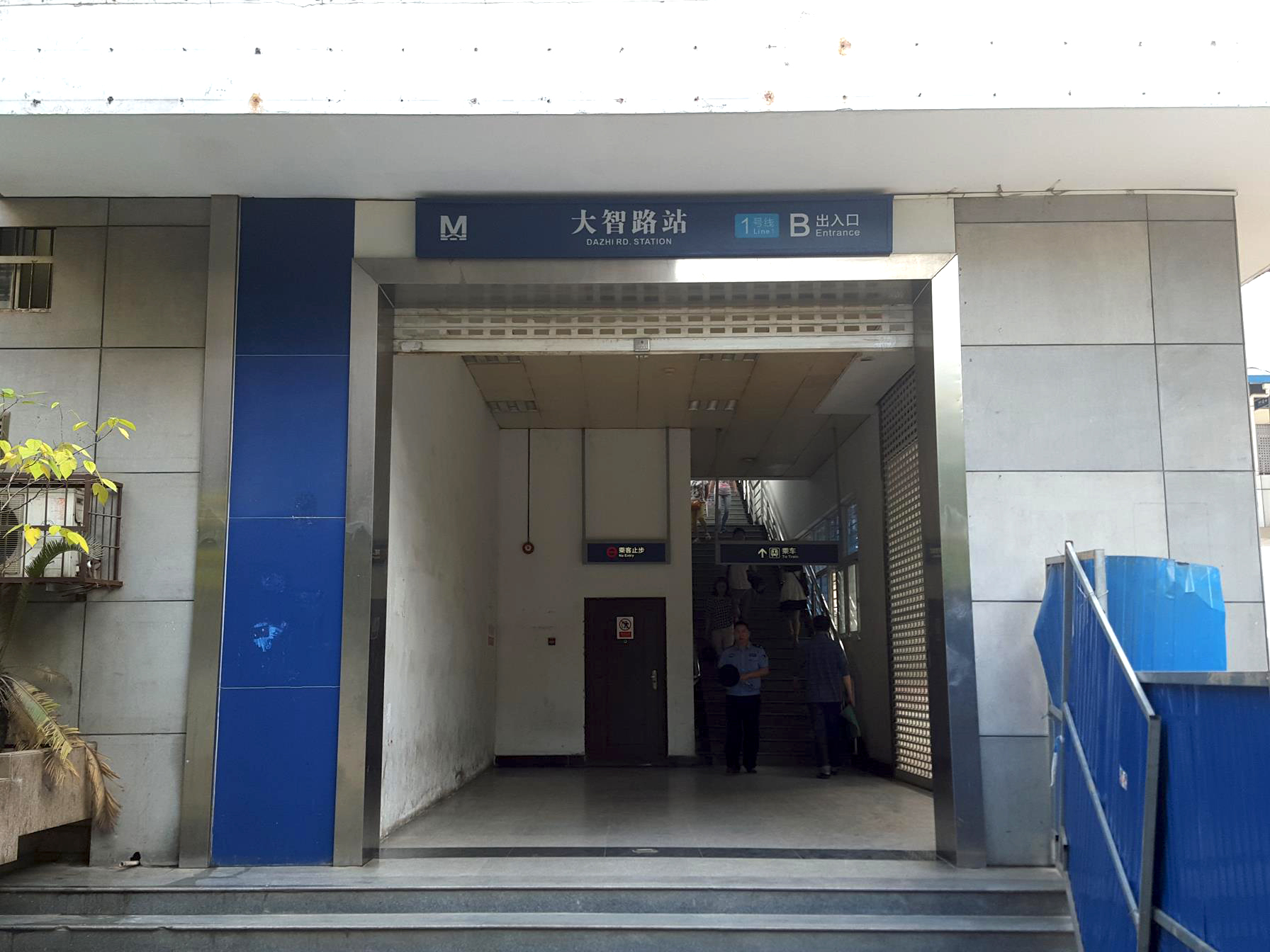
原車站B出口

|                                                 |      |                                                                                               | |
|                                                 |      |                                                                                               | |
| 出口編號                                        | 設施 | 照片                                                                                          | 建議前往的目的地 |
| A                                               |      |                                                                                               | 京漢大道 大智路、京漢街、武漢市人民劇院、武漢市文體局、武漢市江岸區人民醫院、武漢市江岸區婦幼保健院、車站街尚德社區、東方大廈、新華里 |
| B                                               |      |                                                                                               | 京漢大道 武漢市第十六中學、京漢火車站、車站街輔堂社區、輔堂里                                                                         |
| C                                               |      |                                                                                               | 京漢大道 球場橫街、武漢市實驗小學、武漢市供電局、球新社區、融科·天城                                                                  |
| D                                               |      |                                                                                               | 京漢大道 球場街、新鴻基花園 |
| E₁                                              |      |                                                                                               | 球場街 京漢大道、新鴻基花園 |
| E₂                                              |      | 球場街 解放南路、解放大道、武漢市實驗小學、長江海事局、武漢市供電局、球新社區、萬科·香港路8號 | |
| F                                               |      |                                                                                               | 球場街 解放南路、解放大道、武漢市財政局、中國工商銀行、馨悅國際、金地·京漢1903                                                        |
| G                                               |      |                                                                                               | 球場街 京漢大道、京漢城市廣場、鑫城市花園、大智嘉園                                                                                   |
| 注： 設有升降機 \| 設有輪椅升降台 \| 設有洗手間 |      |                                                                                               | |

## 运营信息
- 1号线首末班车时间
- 6号线首末班车时间

## 邻近地区
大智门火车站、武汉长江隧道、武汉数码港等。

### 内部链接
- 武汉地铁1号线
- 武汉地铁6号线
- 武汉地铁车站列表